# Székessyné Hermann Vilma
Székessy Vilmosné Hermann Vilma Amália (Budapest, Józsefváros, 1910. május 14. – Budapest, 1992. augusztus 31.) tanszékvezető egyetemi tanár, az orvostudományok kandidátusa (1952).

## Élete
Hermann Ignác (1858–1945) szabómester és Csalsch Vilma Mária gyermekeként született. Középiskolai tanulmányait a budapesti VIII. kerületi Szent Szív Intézeti Sophianum Katolikus Leánygimnáziumban végezte. 1928 május-júniusában tartott érettségi vizsgákon jeles eredménnyel zárt. Ezt követően a budapesti Pázmány Péter Tudományegyetem Orvostudományi Karára iratkozott be. Másod- és harmadéves korában a Lenhossék Mihály által vezetett I. sz. Anatómiai Intézetben dolgozott. Negyedévesként a Hári Pál vezette Élet- és Kórvegytani Intézetben, a következő tanévben a Kórbonctani Intézetben gyakornokoskodott. Az abszolutórium megszerzése után egy teljes évet töltött a Magyar Biológiai Kutatóintézetben Verzár Frigyes és Méhes Gyula professzorok mellett. Ezután két évig az egyetem Bölcsészettudományi Karának matematika, kémia és kísérleti fizika előadásait látogatta. Közben ismét az Élet- és Kórvegytani Intézetben dolgozott. 
1935-ben ÁDOB-álláson alkalmazták az intézetben, majd két gyermeke születése folytán (1936, 1938) hosszabb szünet következett pályafutásában, így csak 1942. november 7-én avatták orvosdoktorrá. Ezután az Intézetben alkalmazták előbb mint fizetéstelen tanársegéd, majd mint díjas gyakornok. Elsősorban vitaminokkal és hormonokkal kapcsolatos témákkal foglalkozott, illetve az önálló életvegytani búvárlatok elnevezésű kollégiumot vezette. A második világháborút követően rá hárult – Szent-Györgyi Albert rövid budapesti tanárságát nem számítva – a biokémiai gyakorlati oktatás megszervezése és annak vezetése is.
1947 májusában magántanárrá habilitálták a biokémiai vizsgáló módszerek című tárgykörből. 1950-ben belépett az Orvos-Egészségügyi Dolgozók Szakszervezetébe. Tagja volt a Magyar Élettani Társaságnak. 1951-ben egyetemi docensi kinevezéssel ismerték el munkáját. 1952. október 18-án kandidátusi minősítést kapott. Közben a betegeskedő Szörényi Imre professzort helyettesítette, majd 1954 áprilisában kinevezték a biokémiai tanszékre egyetemi tanárrá, s ekkortól nyugdíjba vonulásáig (1973) vezette az intézetet.
Férje Székessy Vilmos (1907–1970) zoológus-fizikus, múzeumigazgató, akivel 1936. január 18-án Budapesten, a Józsefvárosban kötött házasságot.
A Farkasréti temetőben nyugszik.

## Díjai, elismerései
- Kiváló orvos (1964)[7]
- Az oktatásügy kiváló dolgozója (1967)

## Főbb munkái
- A polarizáció hatása a periferiás idegek kalium tartalmára. Méhes Gyulával. (Magyar Biológiai Kutatóintézet II. osztályának közleménye, 1935–1936)
- Biokémiai előadások 1. Egyetemi jegyzet. Budapest, 1965
- Biokémiai gyakorlatok (összeáll.). Budapest, 1972